# پرینتس‌رگنتن‌تورته
پرینتس‌رگنتن‌تورته (انگلیسی: Prinzregententorte) یک تارت بایرن است که از حداقل شش، معمولاً هفت لایه نازک کیک اسفنجی با کرم کره شکلاتی تشکیل شده‌است. نمای بیرونی با یک لعاب شکلات تلخ پوشانده شده‌است. پرینتس‌رگنتن‌تورته در بایرن، آلمان بسیار محبوب است، در تمام طول سال در مغازه‌های کیک فروشی موجود است.